# Trinchesia concinna
Trinchesia concinna är en snäckart. Trinchesia concinna ingår i släktet Trinchesia och familjen Tergipedidae. Inga underarter finns listade i Catalogue of Life.